# Vicelinkirche (Neumünster)

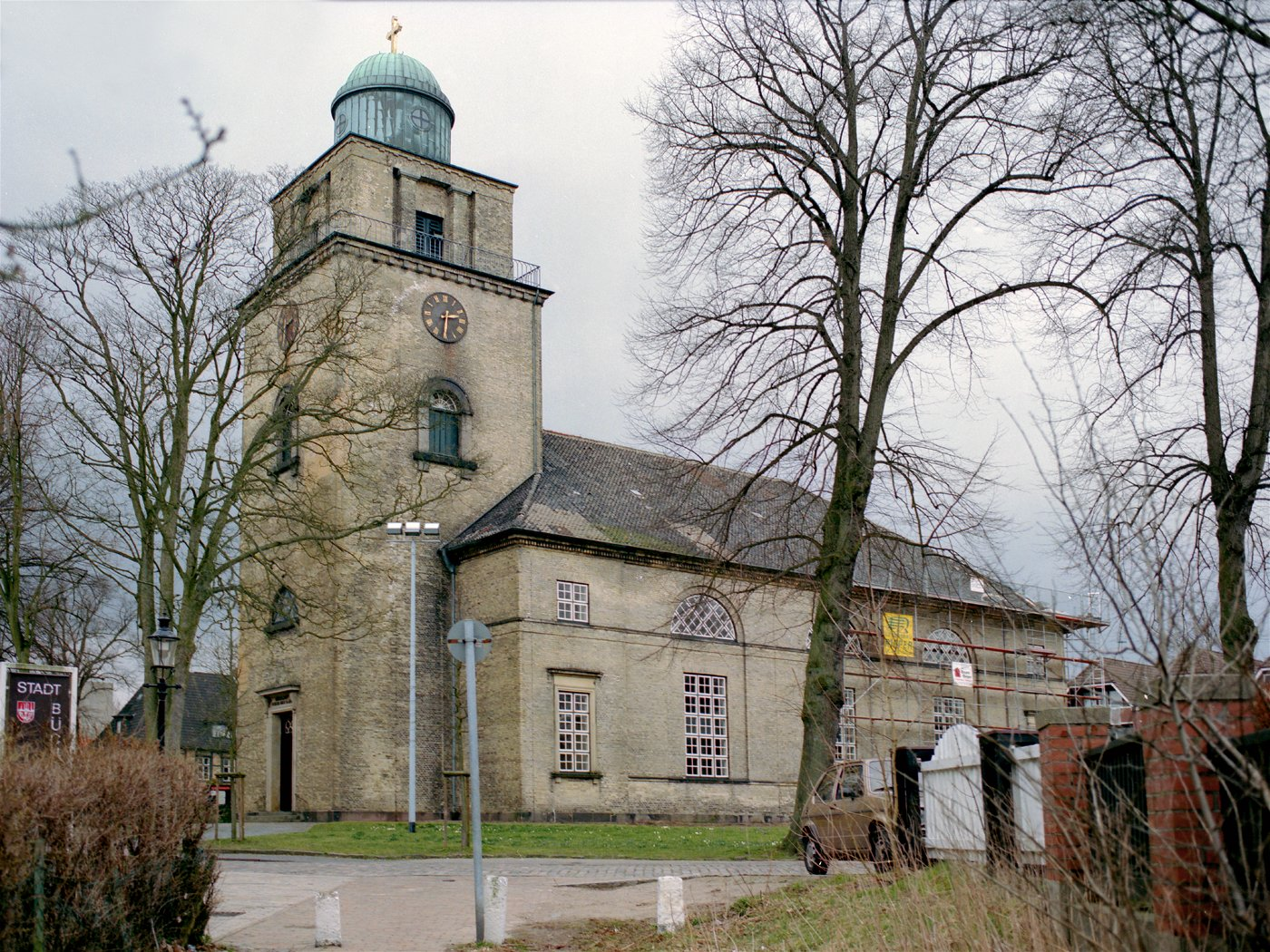
Die Vicelinkirche von Südwesten

Die Vicelinkirche in Neumünster (Bauzeit 1829–1834) steht im Südosten des ältesten Siedlungskerns Kleinflecken. Das Flüsschen Schwale macht dort einen Bogen, in dessen Mitte sich das beeindruckende Bauwerk erhebt, das Wahrzeichen der Stadt Neumünster. Die Emporensaalkirche gilt als bedeutendster klassizistischer Kirchenbau in Schleswig-Holstein. Der Entwurf stammt vom Kopenhagener Oberbaudirektor Christian Frederik Hansen, der auch die gleichzeitig errichtete und sehr ähnliche neue Marienkirche in Husum entwarf, die ebenfalls als Ersatz für einen Anfang des 19. Jahrhunderts abgebrochenen mittelalterlichen Vorgängerbau errichtet wurde.
Für die Dauer von dessen Bestehen (1897–1919) war sie die Garnisonkirche des Schleswig-Holsteinischen Infanterie-Regiments Nr. 163.

## Bau
Der Bau ist mit gelben Backsteinen ausgeführt. Dieses für die Region eher untypische Material wurde bewusst gewählt, um den Kirchenbau von der umliegenden Bebauung aus rotem Stein abzuheben. In den 1970er Jahren wurden viele der umliegenden Häuser jedoch neu gestaltet und ebenfalls in gelbem Backstein ausgeführt. In das mit einem Walmdach gedeckte Schiff der Kirche ist der quadratische Westturm halb eingebunden. Das gestaffelte Obergeschoss des Turmes schließt mit einer Kuppel auf zylindrischer Laterne ab. Über den hohen Rechteckfenstern an den Seitenwänden des Kirchenschiffs liegen etwas breitere Halbrundfenster. Eingefasst sind die Fenster von flachen Risaliten, die in eine Rundbogenblende übergehen.

## Baugeschichte

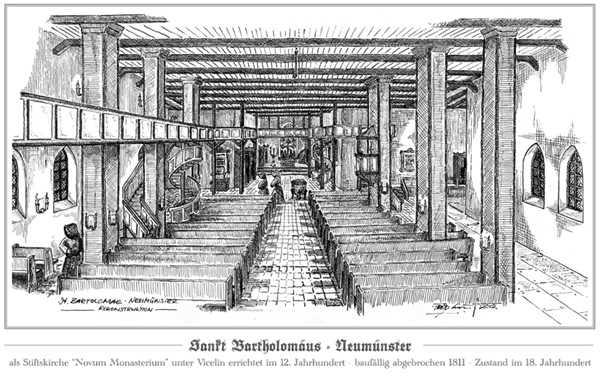
Rekonstruktion des Inneren der St.-Bartholomäus-Kirche im 18. Jahrhundert

Der erste Bau an Stelle der heutigen Vicelinkirche war vermutlich eine einfache Holzkirche, die Bischof Ansgar im 9. Jahrhundert bauen ließ.
1127 gründete der Mönch Vizelin in Neumünster ein Augustiner-Chorherrenstift als Missionsstützpunkt für den Norden. Wenig später, im Jahr 1136, entstand im Schwalebogen am Kleinflecken eine steinerne, imposantere Kirche, die Maria geweiht war. Die Stadt Neumünster ist nach diesem Bau benannt: Novum monasterium, das „Neue Münster“. Überfälle der Wenden richteten mehrfach Zerstörungen an Kirche und Kloster an, die aber wieder behoben wurden. Sie wurde auch mehrfach vergrößert.
Um 1330 siedelte das von Vicelin gegründete Stift nach Bordesholm um. Die Bartholomäuskirche wurde nach der Übersiedlung und auch nach der Reformation noch jahrhundertelang als Kirche für das Kirchspiel Neumünster genutzt. Allerdings war sie im Jahr 1762 so baufällig, dass die Glocke aus der Verankerung riss und auf die Kirche stürzte. Zunächst wurde der Turm, 1811 die gesamte Kirche abgebrochen.
Die Kirche wurde schließlich durch einen Neubau ersetzt. Der Kopenhagener Oberbaudirektor Christian Frederik Hansen entwarf das streng klassizistische, protestantische Gotteshaus, das zwischen 1829 und 1834 gebaut wurde. Statt des spätmittelalterlichen Patroziniums des Apostels Bartholomäus wählte man für den Neubau den Namen Vicelinkirche.

## Innere

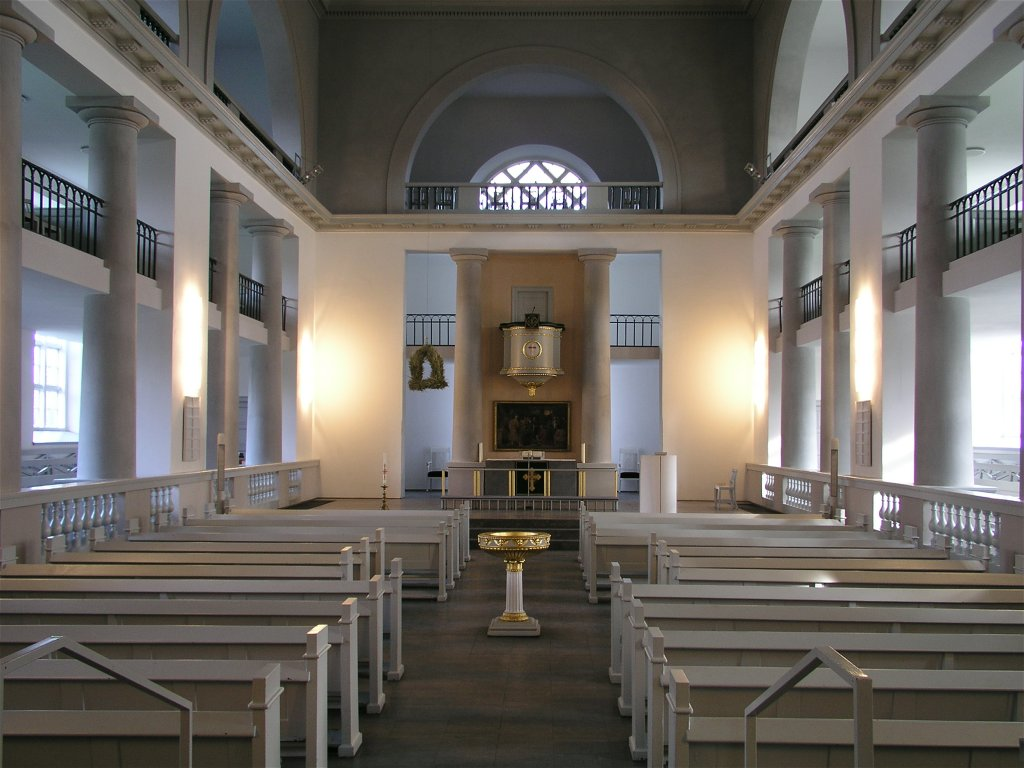
Der Kirchenraum mit Blick auf den Altar

### Raumgliederung
Der Innenraum ist dreischiffig. Das Hauptschiff ist mit einer Kassettendecke versehen. Es wird durch dorische Säulen von den Seitenschiffen abgegrenzt, die zusammen mit pfeilerartigen Wandstücken das umlaufende Gebälk tragen. Die Säulen, die über die eingeschobene Empore hinausgehen, sich also über zwei Stockwerke erstrecken, werden auch als Kolossalsäulen bezeichnet. Über dem umlaufenden Gebälk befindet sich eine zweite Empore hinter großen Rundbogenöffnungen.

### Kanzelaltar
Die Altarwand ist ebenso gegliedert wie die Abgrenzung zu den Seitenschiffen. Zwischen zwei Kolossalsäulen steht der schlichte Altartisch, darüber das Altarbild und der gerundete Kanzelkorb. Diese Anordnung wird als Kanzelaltar bezeichnet.

### Taufe
Die spätklassizistische, hölzerne Taufe, in Weiß und Gold gehalten, steht fast in der Mitte des Hauptschiffs. Sie besteht aus einem kannelierten Schaft, der ein flaches Becken trägt. Das Ganze ruht auf einem quadratischen Fuß. Palmetten und geflügelte Engelsköpfe bilden Verzierungen. Die silberne Taufschale ist innen vergoldet.
Die Taufe, deren Meister und Entstehungsjahr unbekannt sind, stammt aus der Frauenkirche in Kopenhagen. Dänische Königskinder sollen darin getauft worden sein. Die Kopenhagener Frauenkirche wurde nach einem englischen Raketenbeschuss bei der Zweiten Seeschlacht von Kopenhagen 1807 zerstört und ebenfalls von Hansen neu erbaut. Sie erhielt im Rahmen des klassizistischen Gesamtkonzepts ihrer Innenausstattung einen neuen marmornen Taufstein (Taufengel) von Bertel Thorvaldsen.

### Relief „Jesus segnet die Kinder“
Über dem Eingang von der Turmhalle zum Kirchenraum ist ein Relief eingelassen. Es stammt aus der Werkstatt des Bildhauers Bertel Thorvaldsen und zeigt die biblische Szene, in der Jesus die Kinder segnet. Das 90 × 160 cm große Kunstwerk besteht aus Ton und wurde um 1837 geschaffen.
|  |  |

### Orgel

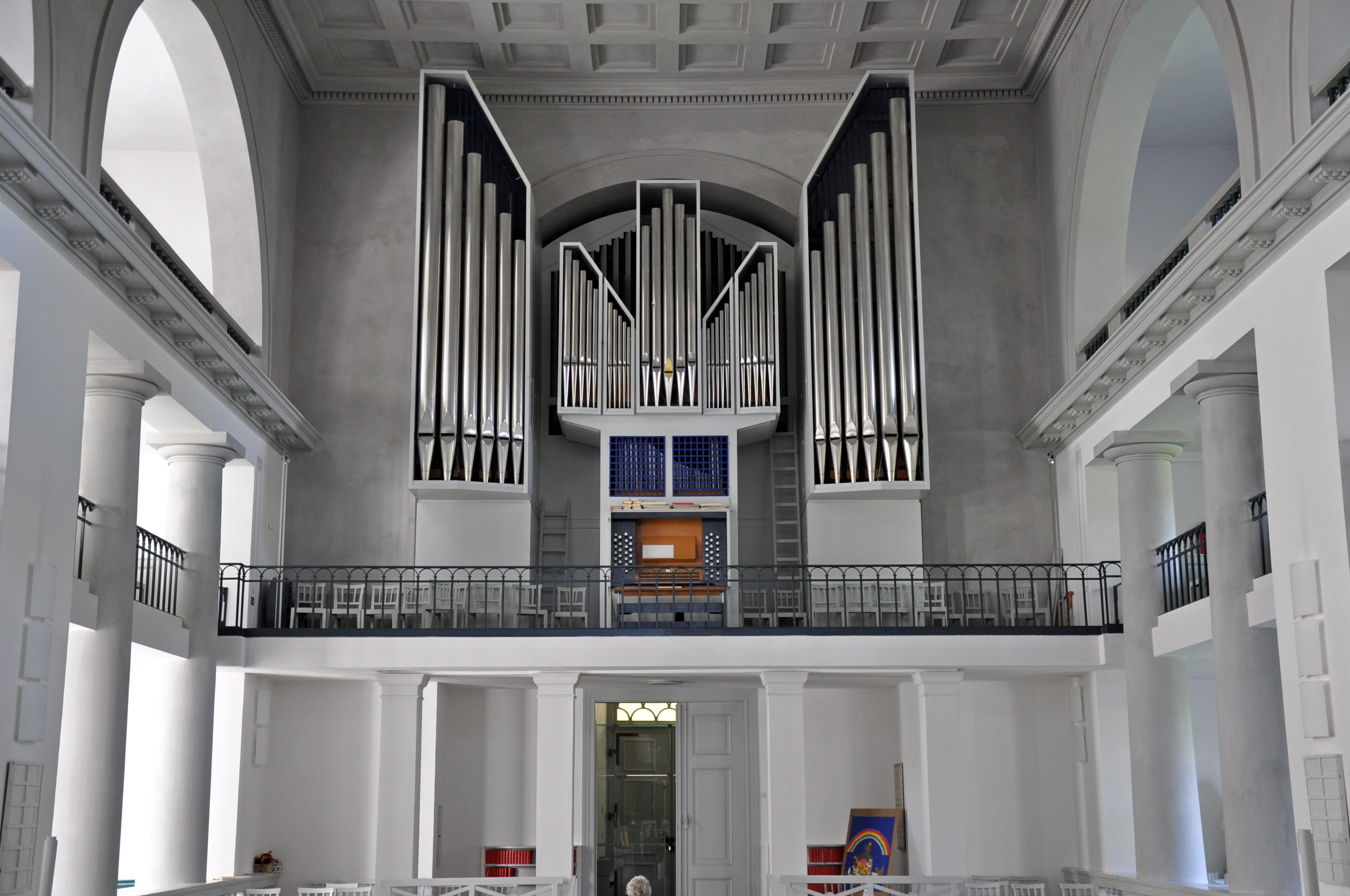
Prospekt der Führer-Orgel von 1968

Das dänische Orgelbauunternehmen Marcussen & Søn baute im Jahr 1856 eine neue Orgel. Im Jahr 1968 ersetzte die Firma Alfred Führer das Instrument durch einen Neubau. Die Orgel verfügt über 45 Register, die sich auf drei Manuale und Pedal verteilen. Sie wurde 1997 tiefgreifend von der Erbauerfirma umgebaut, indem die Schwelltüren des Brustwerks entfernt, die Traktur erneuert und die Disposition geändert wurden. In norddeutscher Tradition flankieren zwei freistehende Pedaltürme die Orgel. Über dem schmalen Untergehäuse befindet sich das Brustwerk und darüber das breitere, fünfteilige Hauptwerk. Das Schwellwerk ist hinterständig aufgestellt.
| I Hauptwerk C–a3 |       |
| Quintade         | 16′   |
| Principal        | 8′    |
| Rohrflöte        | 8′    |
| Gamba            | 8′    |
| Oktave           | 4′    |
| Holzflöte        | 4′    |
| Quinte           | 2 ⁄3′ |
| Oktave           | 2′    |
| Rauschpfeife II  | 2′    |
| Mixtur VI        | 1 ⁄3′ |
| Trompete         | 8′    |
| Vox Humana       | 8′    |
| Tremulant        |       |

| II Schwellwerk C–a3 |        |
| Principal           | 8′     |
| Koppelflöte         | 8′     |
| Harfpfeife          | 8′     |
| Oktave              | 4′     |
| Gemshorn            | 4′     |
| Nasat               | 2 ⁄3′  |
| Flachflöte          | 2′     |
| Terz                | 1 3⁄5′ |
| Sifflöte            | 1 ⁄3′  |
| Oktave              | 1′     |
| Aliquot IV          |        |
| Scharff V           | 1′     |
| Fagott              | 16′    |
| Oboe                | 8′     |
| Schalmey            | 4′     |
| Tremulant           |        |

| III Brustwerk C–a3 |       |
| Gedackt            | 8′    |
| Rohrflöte          | 4′    |
| Principal          | 2′    |
| Quinte             | 1 ⁄3′ |
| Sesquialtera II    |       |
| Zimbel III-IV      | 1⁄2′  |
| Dulcian            | 8′    |
| Tremulant          |       |

| Pedalwerk C–f1 |         |
| Principal      | 16′     |
| Subbass        | 16′     |
| Quinte         | 10 2⁄3′ |
| Oktave         | 8′      |
| Gedackt        | 8′      |
| Hohlflöte      | 4′      |
| Nachthorn      | 2′      |
| Hintersatz VI  | 4′      |
| Posaune        | 16′     |
| Trompete       | 8′      |
| Trompete       | 4′      |

- Koppeln: II//, III/I, I/P, II/P, III/P